# Lívia Gyarmathy
Lívia Gyarmathy   (Budapest, 8 de gener de 1932 - Budapest, 25 de maig de 2022) va ser una guionista i directora de cinema hongaresa.

## Biografia
Després d'acabar el batxillerat, Lívia Gyarmathy va estudiar enginyeria química, i un cop llicenciada, va treballar un any a la indústria tèxtil. Tanmateix, va canviar d'orientació i va aprovar amb èxit l'examen d'accés a l'Escola Superior d'Art Dramàtic i Cinematografia (Színház- és Filmművészeti Főiskola) de Budapest. Va obtenir el seu diploma de direcció el 1964. El seu marit, Géza Böszörményi, va escriure els guions de les seves pel·lícules, mentre ella escriva els de les pel·lícules del seu marit, també director. Va dirigir 23 pel·lícules entre 1962 i 2003. El seu primer llargmetratge data del 1969: Ismeri a szandi mandit? (Coneixeu "Diumenge-Dilluns"?), una comèdia ambientada en una gran companyia productora les heroïnes de la qual són dues dones treballadores. El 1986, va guanyar el Premi Especial del Jurat al Festival Internacional de Cinema de Karlovy Vary Vakvilàgban (Cegament). Cal destacar, a més, la direcció el 1989, en col·laboració amb el seu marit, d'un emotiu documental sobre el gulag hongarès de Recsk, “una sèrie de retrats creuats on els testimonis dels antics guardians no són menys il·luminadors de la història d'Hongria que les dels antics presoners.»
Lívia Gyarmathy va ser membre del jurat del 40è Festival Internacional de Cinema de Berlín (1990).

## Filmografia
- A nyomda (1962)
- Hajnali részegség (1963)
- Éjszakai műszak (1963)
- Egy óra magánélet (1964)
- 58 mp (1964)
- Üzenet (1967)
- Ismeri a szandi mandit? (1969)
- Tisztelt cím! (1972)
- Álljon meg a menet (1973)
- Magányosok klubja (1976)
- Kilencedik emelet (1977)
- Minden szerdán (1979)
- Koportos (1979)
- Együttélés (1982)
- Egy kicsit én, egy kicsit te (1984)
- Vakvilágban (1986)
- Faludy György, költő (1987)
- Recsk 1950-53 - Egy titkos kényszermunkatábor története (1988)
- "...hol zsarnokság van..." (1990)
- A csalás gyönyöre (1992)
- A lépcső (1994)
- Szökés (1996)
- A mi gólyánk (1997-1998)
- Táncrend (2003)
- Kishalak... Nagyhalak... (2008)